# Principato vescovile di Spira
Il Principato vescovile di Spira fu uno stato ecclesiastico che fece parte del Sacro Romano Impero, col pieno diritto di voto al Reichstag, da quando fu eretto nel 888 fino alla sua mediatizzazione nel 1803.

## Geografia
Il principato vescovile di Spira apparteneva al Provincia dell'Alto Reno del Sacro Romano Impero. Era uno dei principati più piccoli del Sacro Romano Impero, era composto da una decina di enclavi separate per un totale di 1540 km² e si estendeva su ambo le sponde del Reno. Esso includeva le città di Bruchsal (sulla riva destra), oltre a Deidesheim, Herxheim bei Landau e Lauterburg (sulla riva sinistra), ma paradossalmente non più Spira, che si era convertita al protestantesimo cacciando via il vescovo e dichiarandosi libero comune. Attorno all'anno 1800 il principato vescovile includeva 55.000 persone.

## Storia
La diocesi di Spira esistette in Germania probabilmente già dal III-IV secolo, ma venne menzionata in documenti storici a partire dall'anno 614. Sino al 748 fu una diocesi suffraganea dell'arcidiocesi di Treviri, e da quel momento in poi e sino alla secolarizzazione del principato episcopale nel 1803, fu suffraganea dell'arcidiocesi di Magonza.
La storia del principato episcopale affonda le proprie radici alla fine dell'VIII secolo quando il vescovo di Spira ricevette il dominio sulle terre imperiali attorno a Speyergau. Nei secoli X e XI, la diocesi ricevette ulteriori terre, grazie a donazioni operate dall'imperatore Ottone I. Nel 1030 iniziò la costruzione della cattedrale di Spira. Nel 1061 la cattedrale venne solennemente consacrata. Nel 1086 Enrico IV del Sacro Romano Impero garantì al principato episcopale le restanti parti della contea di Speyergau.
Dal 1111 i cittadini di Spira iniziarono a sentirsi sempre più indipendenti dal governo del vescovo locale. Nel 1230 venne per la prima volta citata la presenza in città di un borgomastro. Nel 1294 Spira divenne ufficialmente una città libera dell'Impero e, sotto crescente pressione dei cittadini locali, il vescovo dovette trasferire la capitale del suo principato episcopale dal 1371 a Udenheim. All'inizio del XVII secolo, il vescovo Philipp Christoph von Sötern compì importanti lavori per l'espansione della fortezza di Philippsburg. Nel 1723 i principi-vescovi spostarono nuovamente la capitale a Bruchsal.
Dal 1681 al 1697, dopo la fine della guerra della grande alleanza, la fortezza di Philippsburg sulla riva sinistra del Reno passò alla Francia. 
Il principato ecclesiastico (Hochstift)  apparteneva al circolo dell'Alto Reno con proprio voto alla Dieta. Lo stato aveva un'estensione di circa 1.540 kmq., comprendendo i centri di Bruchsal, Dudesheim, Herxheim bei Landau e in Alsazia Lauterburg, la signoria di Madenburg, Mingolsheim (1353), Langenbrücken (1269), Rauenberg (1677), Rheinzabern e suddiviso negli Ämter di Dahn (¼ agli Schenken von Waldenburg), Dudesheim, Kirrweiler con Edesheim, Marienstadt. 
Il capitolo del Duomo di Spira possedeva la signoria equestre di Rödelheim nell'Alto Reno e il capitolo di San Guido a Spira quella di Otterstadt.
Con la Pace di Westfalia i feudi alsaziani del vescovato passarono sotto la sovranità francese (prevostura di Wissenbourg), ma alcuni baliaggi rimasero oggetto di contestazione (umstrittene Ämter) tra l’Impero e la Francia (di Lauterburg alto e basso, di Madenburg, di Dahn con Erfweiler e Fischbach, di Altenstadt, di St. Remi).
La sede del convento benedettino di Odenheim (1056), poi prevostura imperiale (Reichsfürstpropstei) e capitolo secolare immediato dell'impero (1494), nel 1507 venne trasferita, per proteggerla “dagli insulti dei ladri” a Bruchsal. 
Il capitolo aveva diritto di eleggere il suo prevosto e, ordinariamente, la scelta cadeva sempre sul vescovo di Spira; e nelle precedenze alle Diete del circolo dell'Alto Reno seguiva dal 1756 l'abbazia di Kaisersheim.
Nel 1795 i restanti territori sulla riva sinistra del fiume appartenenti al principato episcopale di Spira vennero conquistati dalle truppe francesi durante gli scontri della Rivoluzione Francese. I territori sulla riva destra vennero mediatizzati ai margravi di Baden con il Reichsdeputationshauptschluss del 1803.
Quest'ultimo atto pose fine ai poteri temporali del vescovo di Spira. Il principato, ormai secolarizzato, continuò spiritualmente con la diocesi di Spira. Infine, la parte che era diventata francese a fine Settecento dell'ex principato episcopale venne divisa tra Baviera e Assia-Darmstadt nel 1815. 

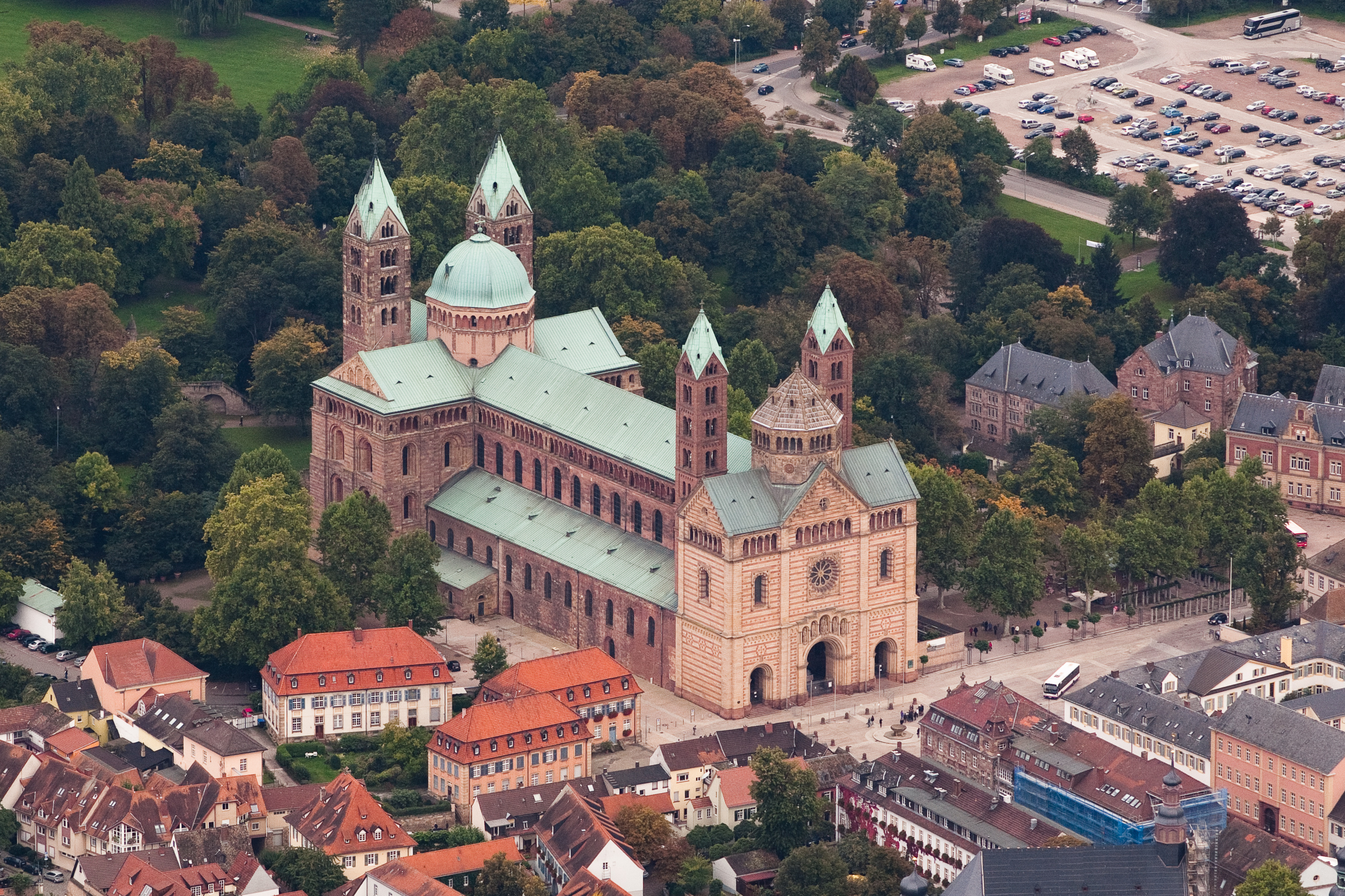
La cattedrale di Spira
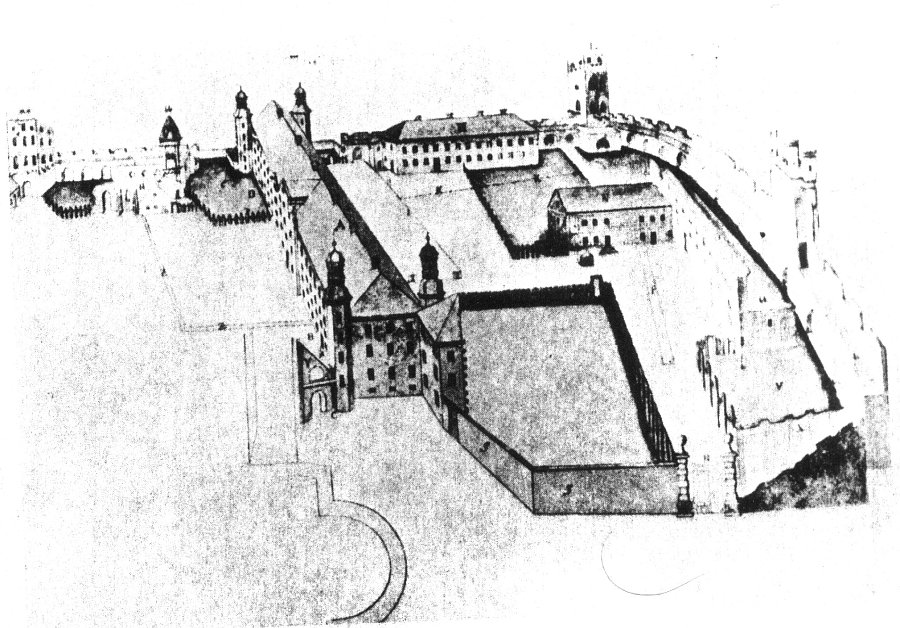
Il palazzo dei vescovi nei pressi della cattedrale (1765)
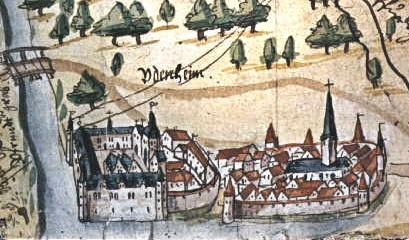
Il castello di Udenheim (residenza dei principi-vescovi dal 1371)
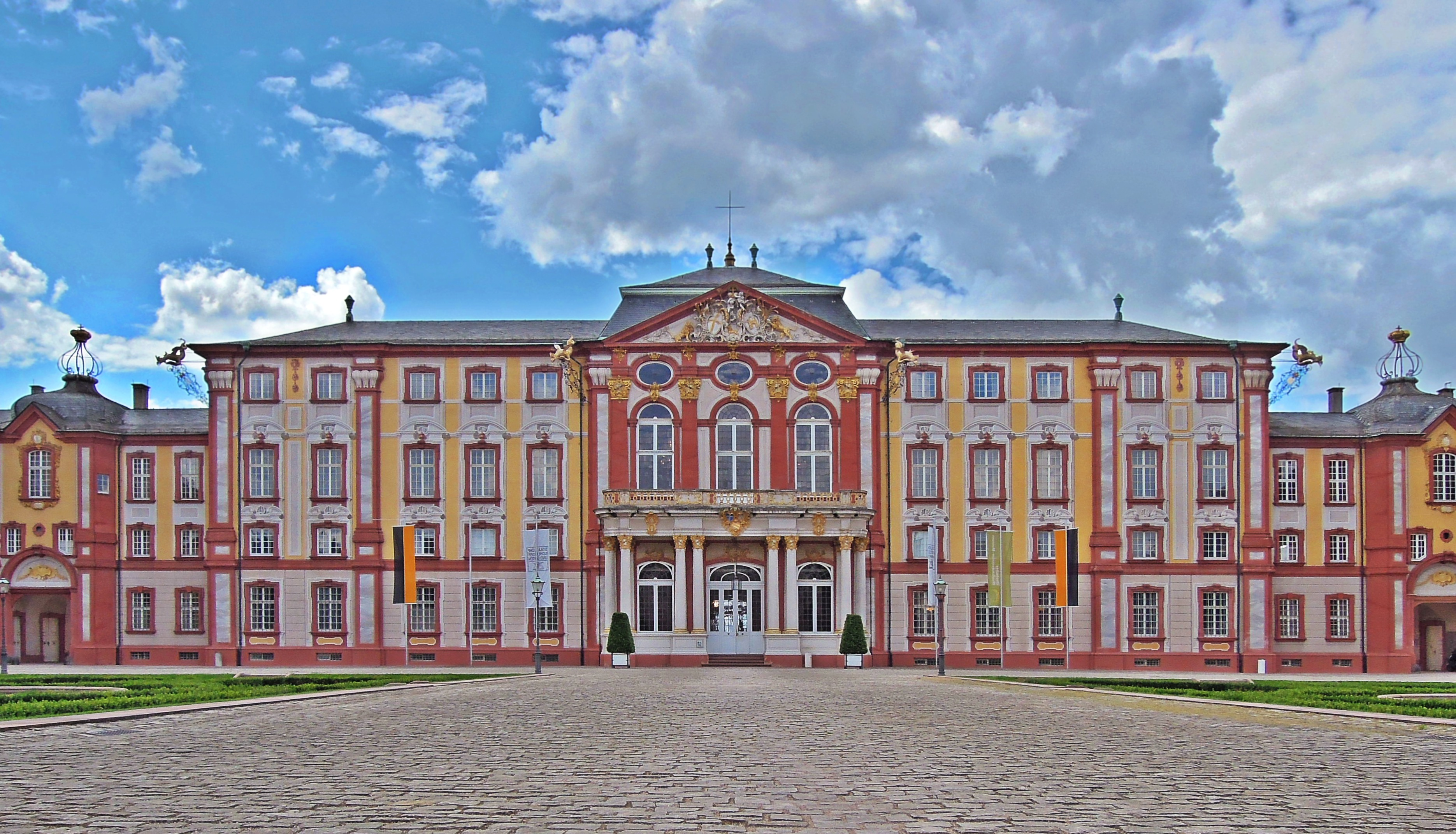
Il palazzo di Bruchsal (residenza dei principi-vescovi dal 1723)
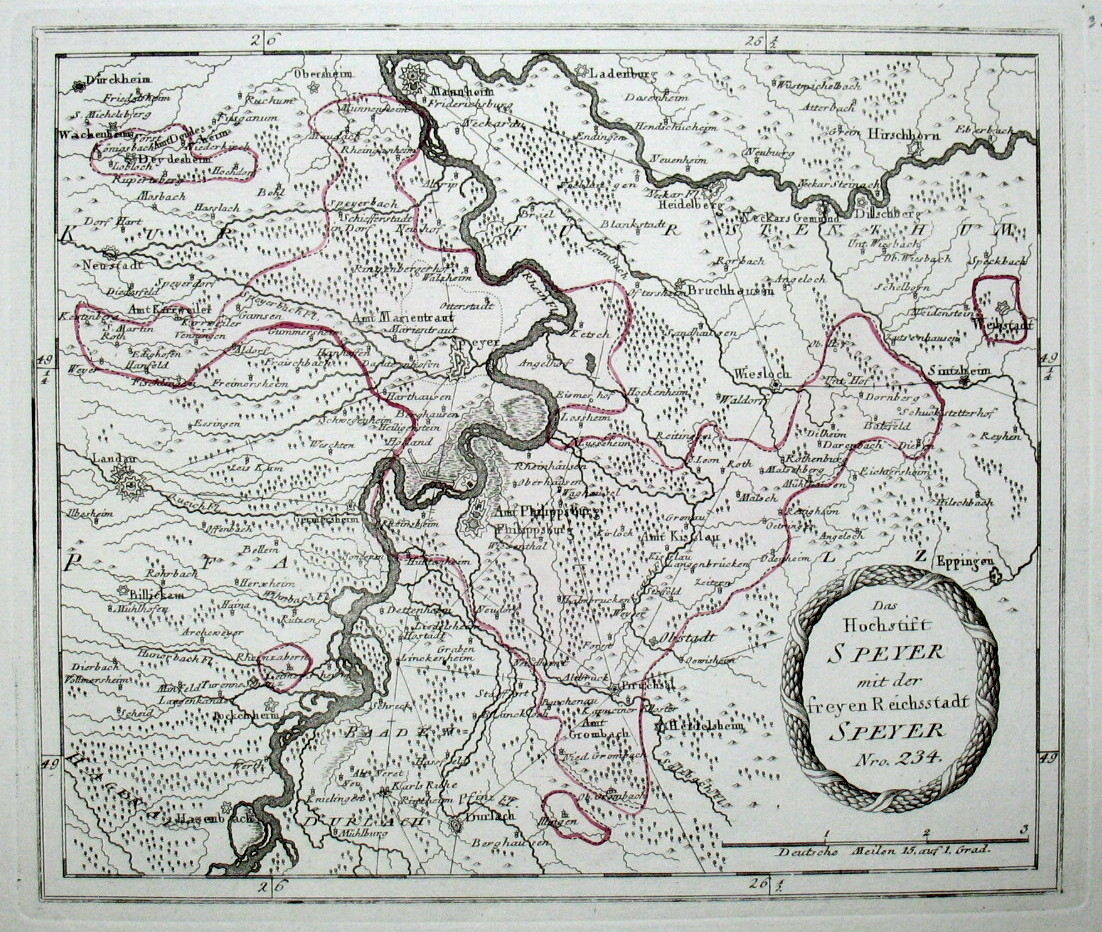
Il principato-episcopale di Spira nel 1793